# Cairasca
Il Cairasca è un torrente delle Alpi Lepontine che scorre nella provincia del Verbano-Cusio-Ossola; bagna l'omonima Val Cairasca ed è tributario in sinistra orografica del torrente Diveria.

## Corso del torrente

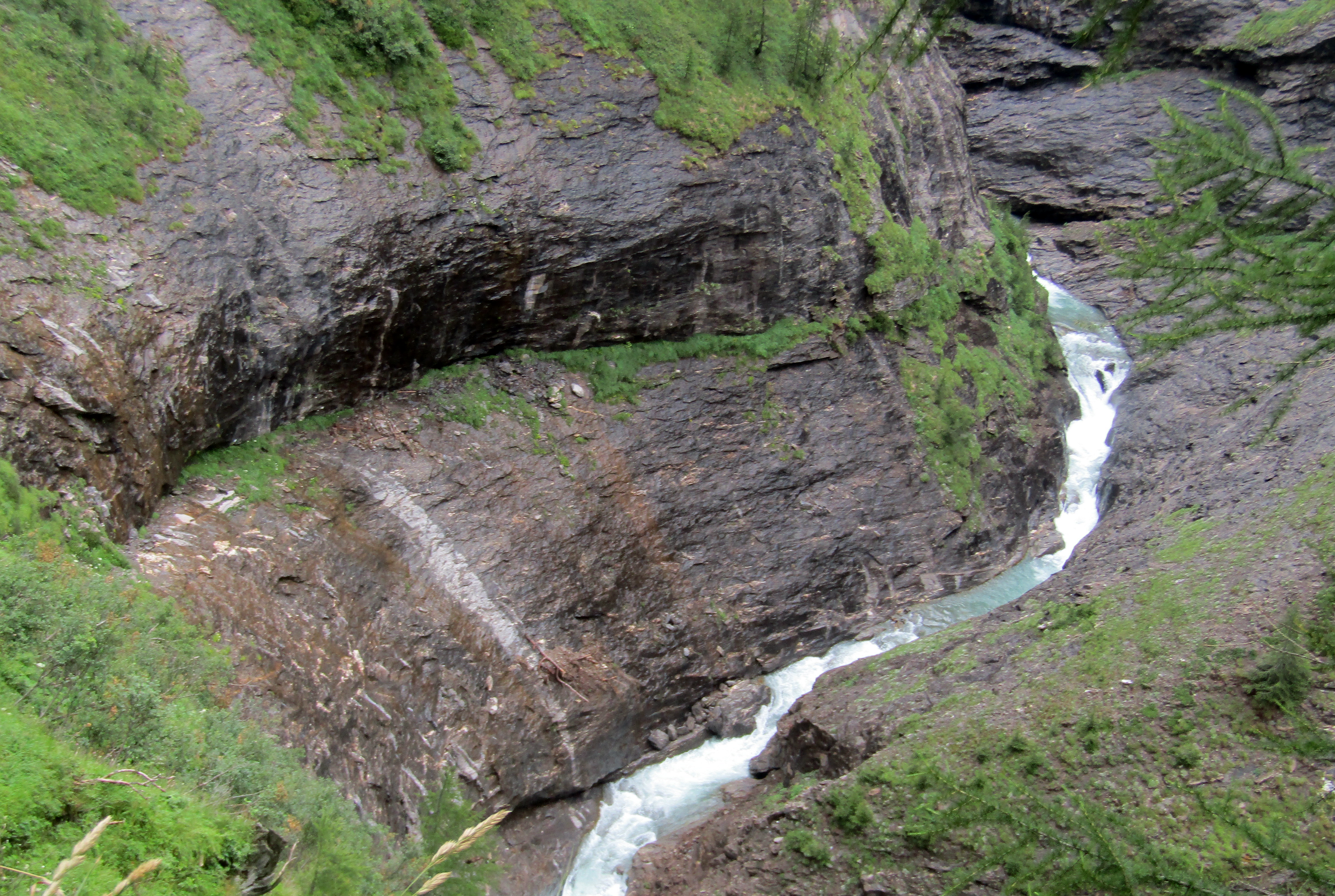
La forra del Groppallo

Il torrente nasce all’Alpe Veglia dalla confluenza dei torrenti che drenano i bacini della varie conche glaciali che fanno da corona al pianoro centrale dell’alpe. Scende poi verso sud-est incuneandosi con rapide e cascate nella ‘’Forra del Groppallo", una profonda gola scavata nella roccia che supera la bastionata di circa 400 metri di dislivello che separa il Veglia dalla "piana di Nembro". In località Ponte Campo (1320 m s.l.m.), poco lontano da San Domenico di Varzo, viene superato dall’unica stradina che permette l’accesso con veicoli fuoristrada all'Alpe Veglia. A valle di questa località il torrente prosegue la sua discesa verso sud-est e confluisce infine nel Diveria nei pressi del centro comunale di Varzo, dopo essere stato sovrappassato prima dalla ferrovia e poi dalla statale del Sempione.

## Affluenti principali

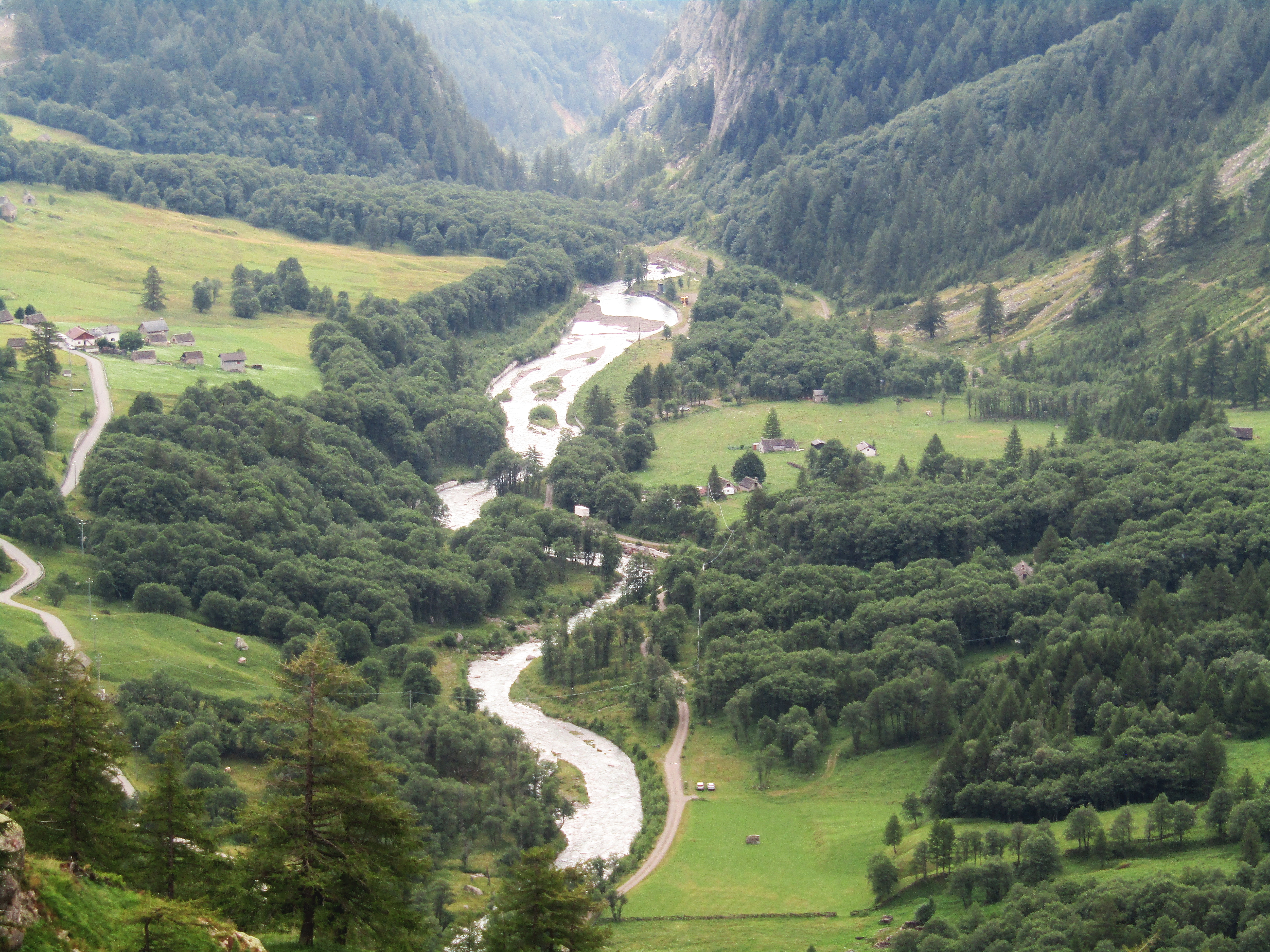
Il Cairasca nella piana di Nembro

I principali corsi d'acqua che danno origine al Cairasca sono, in senso orario:
- torrente Cianciavero, che raccoglie le acque del Lago d'Avino e della piana a monte dello specchio d'acqua;
- rio d'Aurona, che nasce a nord-est del Monte Leone;
- rio Mottiscia, proveniente dal vallone che si apre tra il Bortelhorn e la punta di Mottiscia;
- rio Frua, che nasce tra la Punta Salarioli e la Punta di Valtendra, raccogliendo anche le acque che scendono dal Lago Bianco.

Tra gli altri affluenti del Cairasca ci sono i brevi e ripidi rii che drenano i versanti meridionale del Pizzo Diei e del Monte Cistella.